# Vorgeschichte (Ägypten)
Als Vorgeschichtliche Epoche bezeichnen Ägyptologie und Archäologie den Zeitraum innerhalb der Geschichte Ägyptens vor der eigentlichen Prädynastik von der Altsteinzeit bis zum Beginn der Badari-Kultur. Nach Ägyptologen wie Stan Hendrickx ist die Abgrenzung zwischen Vorgeschichte und Prädynastik sowie deren Aufteilung problematisch, da der Begriff „Prädynastik“ zwar die komplette Vorgeschichte vor der Staatsbildung abdecken müsste, in der ägyptologischen Praxis aber deutlich enger gefasst wird.

## Pleistozän
Für die Jäger und Sammler im Pleistozän zeichnete sich das Ende ihrer bisherigen Lebensweise ab, als vor etwa 25.000 Jahren das Klima trockener wurde und sich das Grasland in eine trockene Wüstenlandschaft verwandelte. Die regelmäßigen Überflutungen des Nils ergaben eine fruchtbare Landschaft, die die Ansiedlung von Menschen förderte.
Die meisten spätpaläolithischen Fundorte im Niltal sind klein, zeigen aber Anzeichen für wiederholte saisonale Nutzung. In den Sümpfen und Wiesen am Nil, der damals viel kleiner war als heute, mit einem Flussbett, das etwa 15 m höher lag, wurden Nahrungspflanzen gesammelt. Besonders die stärkereichen Rhizome von Nussgras (Cyperus rotundus), einem Sauergras, wurde als Nahrungsmittel genutzt. Außerdem jagten die Bewohner in den Dünen und fischten im Fluss.
Bei den Ausgrabungen des amerikanischen Archäologen Fred Wendorf in den 1970er Jahren im Wadi Kubbaniya wurden über 100.000 Fischknochen gefunden, bei denen es sich vor allem um Welse handelte. Unter den Vögeln herrschten Wasservögel wie Enten und Gänse vor. Außerdem verzehrte man Flusspferde, Wildesel, Hasen, Auerochsen, Gazellen und Schalentiere wie Flussperlmuscheln. Im Delta wurde vermutlich bereits wilde Gerste gesammelt.

## Holozän
Mit dem Übergang zum Holozän und der Verlagerung der Monsun-Zone nach Norden wurde das Klima deutlich feuchter. Der Wasserstand des Nils stieg an und seine Hochfluten wurden unberechenbarer. In den Fischresten herrscht nun der Nilhecht vor; um ihn zu fangen, wurden Knochenharpunen eingesetzt. Gejagt wurden Wasservögel, Gazellen, Wildrinder, Krokodile und Flusspferde. Durch die stärkeren Überschwemmungen konnten Niederungen wie das Fayyum und das Nabta-Schwemmland besiedelt werden. Hier wurden Pflanzen wie Knöterich, Ampfer und Binsen genutzt. Im Nabta-Playa ist seit etwa 6000 v. Chr. auch Keramik nachgewiesen. Die Wohnplätze bestanden aus regelmäßig angeordneten Hütten mit Herdstellen und Vorratsgruben. Drei Gerstenarten, Hülsenfrüchte, Hirse (Panicum und Sorghum) und zahlreiche andere Pflanzen wurden nachgewiesen. Aus der östlichen Wüste gibt es aus dieser Zeit Hinweise auf frühe Viehhaltung.

### Jungsteinzeit
Die ältesten neolithischen Kulturen Ägyptens fanden sich im Fayyum (Fayum-A-Kultur, ca. 5000 v. Chr.). Die dort lebenden Ackerbauern bewohnten kleine Siedlungen am Rande des Fayumsees, bauten Getreide an und lagerten dies in Silos unter der Erde. Steinwerkzeuge und simple Tonware sind bezeugt. Hier gibt es auch die ältesten Belege von Webkunst in Ägypten.

### Merimde-Kultur
Etwas später ist die sogenannte Merimde-Kultur anzusetzen, die in vielem der Fayum-A-Kultur ähnelt. Es gibt Belege für Tonskulpturen. Die Toten sind im Siedlungsbereich ohne viele Beigaben begraben worden.

### Omari-Kultur und Maadi-Kultur
Die unterägyptische Omari-Kultur ist hauptsächlich durch einen Fundort bei Kairo bekannt. Die Bauern lebten in kleinen Hütten, die teilweise in die Erde eingegraben waren. Die Toten sind in Gruben ohne viel Beigaben bestattet worden. In Unterägypten folgt darauf die Maadi-Kultur (ca. 4000–3400 v. Chr.).